# خورخه د فروتوس
خورخه د فروتوس (انگلیسی: Jorge de Frutos؛ زادهٔ ۲۰ فوریهٔ ۱۹۹۷) بازیکن فوتبال اهل اسپانیا است.
از باشگاه‌هایی که در آن بازی کرده‌است می‌توان به باشگاه فوتبال رئال وایادولید اشاره کرد.